# Midnight Run (bande originale)
Pour les articles homonymes, voir Midnight Run (homonymie).
Albums de Danny Elfman
Fantômes en fête
(1988) Beetlejuice
(1988)
Midnight Run - Original Motion Picture Soundtrack est la bande originale, composée par Danny Elfman et distribuée par MCA Records, de la comédie policière américaine réalisée par Martin Brest, Midnight Run, sortie en 1988.

## Liste des titres
Toute la musique est composée par Danny Elfman.
| 1.    | Walsh Gets the Duke           | 1:47 |
| 2.    | Main Titles                   | 2:21 |
| 3.    | Stairway Chase                | 0:54 |
| 4.    | J.W. Gets a Plan              | 1:41 |
| 5.    | Gears Spin I                  | 0:54 |
| 6.    | Dorfler's Theme               | 1:24 |
| 7.    | F.B.I.                        | 1:16 |
| 8.    | Package Deal                  | 1:07 |
| 9.    | Mobocopter                    | 2:42 |
| 10.   | Freight Train Hop             | 1:18 |
| 11.   | Drive to Red's                | 1:04 |
| 12.   | In the Next Life              | 1:06 |
| 13.   | The River                     | 1:19 |
| 14.   | Sans titre                    | 1:31 |
| 15.   | Amarillo Dawn                 | 0:26 |
| 16.   | Potato Walk                   | 1:09 |
| 17.   | Desert Run                    | 1:09 |
| 18.   | Diner Blues                   | 1:19 |
| 19.   | Dorfler's Problem             | 1:01 |
| 20.   | Gear's Spin II                | 1:30 |
| 21.   | The Confrontation             | 2:30 |
| 22.   | The Longest Walk              | 1:32 |
| 23.   | Walsh Frees the Duke          | 2:44 |
| 24.   | End Credits: "Try to Believe" | 4:16 |
| 38:00 |                               |      |